# Unidades de Batalla Hugo Chávez
Las Unidades de Batalla Hugo Chávez (UBCH), también conocidas como Unidades de Batalla Bolívar Chávez, son un conjunto de organizaciones con múltiples miembros del PSUV involucrados que tienen características tanto políticas como paramilitares.

## Funciones
Las UBCH fueron fundadas como un grupo cuyo objetivo era «la defensa de la revolución», según los propios estatutos del partido PSUV. En sus comienzos, fueron creadas con fines electorales. Hoy en día llegan a un total de 13.000, que representa el número de centros de votación del CNE. El grupo cuenta con radios, carros y recursos para estar disponible en caso de cualquier llamado del gobierno nacional. Los líderes se dividen en las cuatro regiones del país y están compuestos por siete anillos: en el primero están los grupos de militares, mientras que en el resto dirigentes gubernamentales. Cada Círculo de Lucha Popular (CLP), está conformada por cuatro UBCH. A partir del fallecimiento del presidente Hugo Chávez se constituyen como entidades fundamentales del partido, siendo Diosdado Cabello su principal promotor, y sus funciones están descritas en el Decálogo de las UBCh, el cual llama a los militantes a:
1. Estudiar y practicar la doctrina de la ética y la política chavista.
2. Fortalecer y expandir cada día más la vanguardia en las UBCh.
3. Asumir el compromiso histórico de colocarse a la vanguardia de la unidad y organización de todas las fuerzas sociales y políticas de la Revolución en su comunidad para fortalecer el Poder Popular.
4. Ser elemento permanente de propaganda y movilización en torno al Plan de la Patria y los logros de la Revolución Bolivariana.
5. Defender logros de la Revolución y combatir en cualquier terreno a los enemigos de la Patria.
6. Ejercer tareas de contraloría social en su comunidad.
7. Asumir el compromiso de ponerse a la vanguardia de conformar la Red de Hogares de la Patria en su comunidad y las visitas casa por casa.
8. Ser el vínculo entre la comunidad y el Gobierno Revolucionario para lograr la solución de los problemas más sentidos y participar activamente en el Gobierno de Calle.
9. Asumir el compromiso de colocarse a la vanguardia en la conformación de los Círculos de Luchas Populares y del Buen Vivir.
10. Organizarse y cumplir las tareas para ganar las elecciones.[5]

## Historia
El entonces gobernador de Carabobo, Francisco Ameliach, llamó a las UBCH una «herramienta del pueblo para defender sus conquistas, para continuar luchando por la expansión de la Revolución venezolana». El 16 de febrero de 2014, durante las protestas de ese año, escribió en su cuenta de Twitter: "UBCH a prepararse para el contraataque fulminante. Diosdado dará la orden #GringosYFascistasRespeten", junto a una foto del expresidente Chávez.
El 17 de febrero Ameliach anunció que las marchas de protesta no estaban permitidas en los barrios ubicados al sur de la ciudad de Valencia, por precauciones de seguridad. Advirtió desde Twitter que el expresidente de la Asamblea Nacional Diosdado Cabello daría la orden a las UBCH a que atacaran a los manifestantes diciendo "Tengan cuidado gringos y fascistas".
El 18 de febrero la modelo y estudiante Génesis Carmona fue herida de gravedad en una manifestación en Valencia cuando una ráfaga de balas disparada por colectivos interrumpió la manifestación en contra del gobierno del presidente Nicolás Maduro. Fue transportada a la Clínica Guerra Méndez de Valencia, e ingresada en la Unidad de Cuidados Intensivos (UCI), donde murió el día siguiente por trauma cerebral y pérdida de sangre. Para el momento, fue la quinta víctima mortal desde que las protestas comenzaron el 12 de febrero.